# الولع بالملابس الداخلية

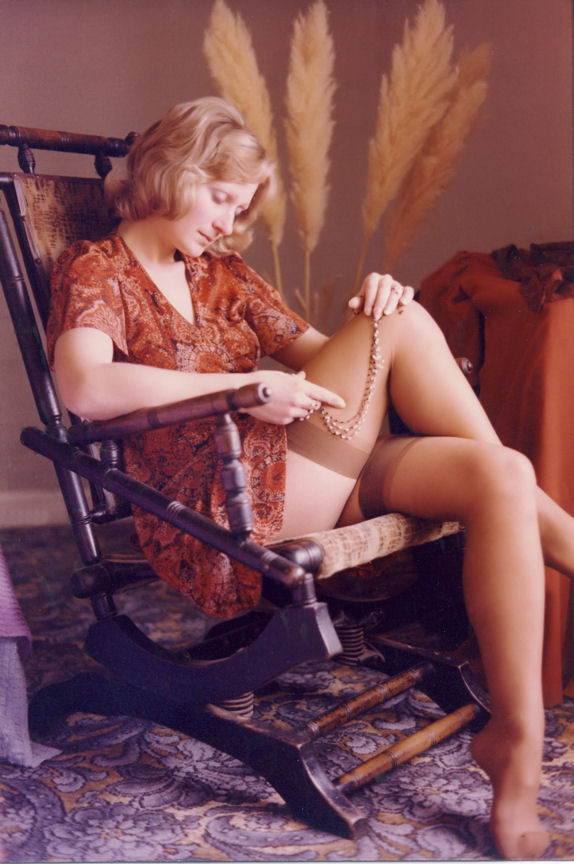
أحد أنواع فتيش الملابس الداخلية يتضمن الجوارب.

الولع بالملابس الداخلية هو شكل من أشكال الفتيشية الجنسية يتعلق بالملابس الداخلية، ويشير إلى الانشغال بـالإثارة الجنسية لبعض أنواع الملابس الداخلية، بما في ذلك السراويل الداخلية، الجوارب، الجوارب الشفافة، حمالات الصدر، أو غيرها من القطع. يمكن لبعض الأشخاص أن يشعروا بالإثارة الجنسية عند ارتدائها، بينما يحصل آخرون على الإثارة عند مراقبة، أو التعامل مع، أو شم الملابس الداخلية التي يرتديها شخص آخر، أو عند مشاهدة شخص وهو يلبس أو يخلع الملابس الداخلية.
لا يُعتبر فتيش الملابس الداخلية من الشذوذ الجنسي ما لم يسبب ضيقًا أو مشاكل خطيرة للشخص أو لمن يرتبط به.

## الانتشار
لتحديد نسب انتشار الفتيشات المختلفة نسبيًا، حصل باحثون إيطاليون على عينة دولية مكونة من 5,000 فرد من 381 مجموعة نقاشية ذات طابع فتيشي. وقد قُدِّرت نسب الانتشار بناءً على (أ) عدد المجموعات المكرسة لفتيش معين، و(ب) عدد الأفراد المشاركين في المجموعات، و(ج) عدد الرسائل المتبادلة. وفي العينة (مجموعة من البالغين المشاركين في نقاشات جنسية عبر الإنترنت)، أشار 12% منهم إلى تفضيل جنسي للملابس الداخلية.

## السراويل الداخلية

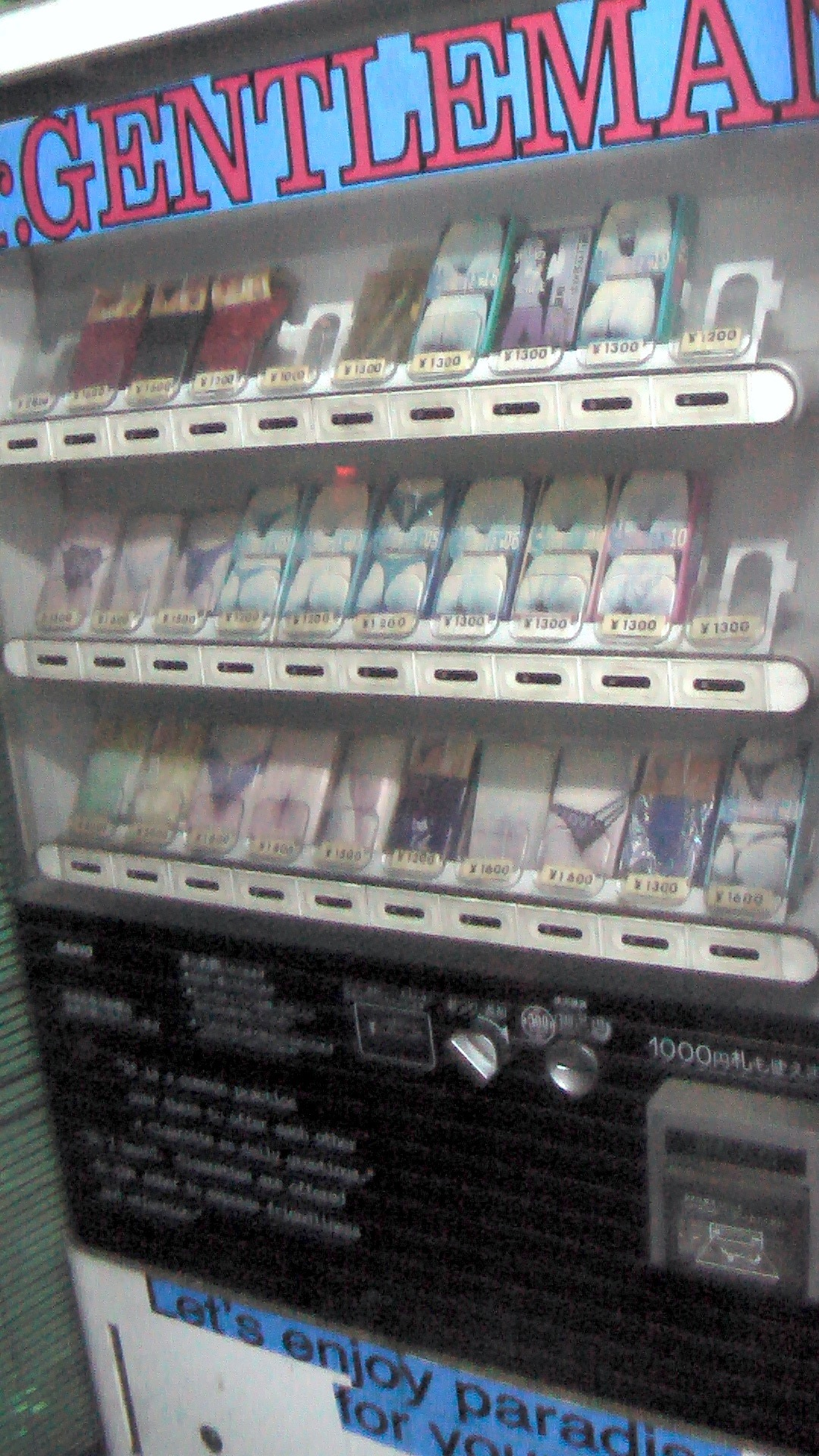
ماكينة بيع يابانية تبيع السراويل الداخلية المستعملة لصالح بوروسيرا

فتيش السراويل الداخلية هو فتيش يتم فيه إثارة الجاذبية الجنسية للسراويل الداخلية (أو أنماط مماثلة من الملابس الداخلية).
في اليابان، يعد أحد الأنواع الشائعة من فتيش السراويل الداخلية التي تعتمد على السراويل الداخلية المستعملة؛ لهذه الصناعة وجود فعلي طويل الأمد، يُعرف بمتاجر بوروسيرا.

## الجوارب والجوارب الشفافة

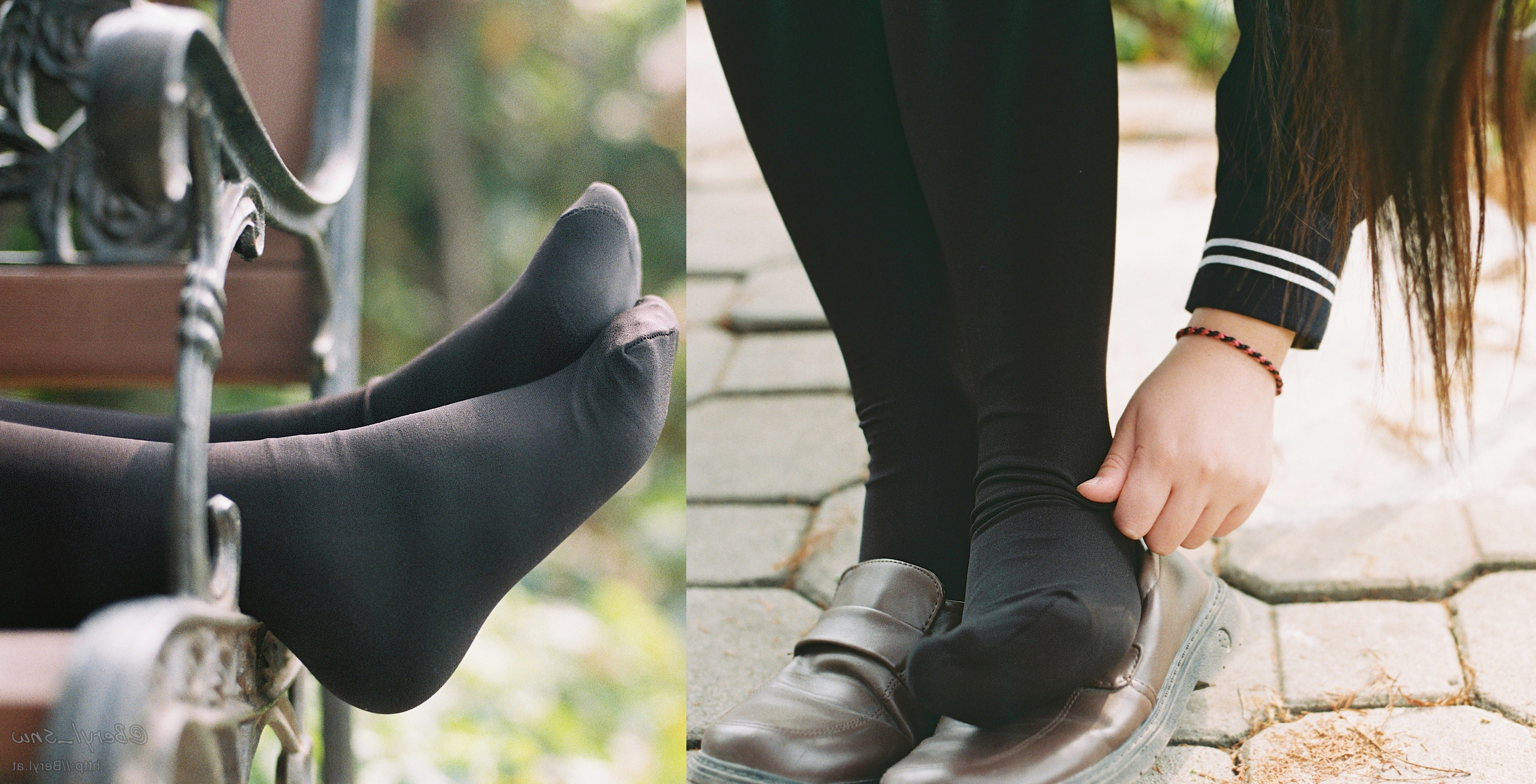
فتاة ترتدي جوارب سوداء تصل إلى الركبة

يشعر بعض الأشخاص بالإثارة الجنسية من مظهر أو ملمس الجوارب والجوارب الشفافة الخاصة بالنساء.
قد يشمل فتيش الجوارب أيضًا ملابس نسائية أخرى تسهم في تعزيز الخيال الجنسي. يجد بعض الرجال أن جمع وارتداء الجوارب والسراويل الداخلية وأحزمة التعليق يثير مشاعر الإثارة. في بعض الحالات، يتم ذلك لغرض الإثارة الجنسية اللحظية، بينما يرتدي آخرون مثل هذا التجميع الكامل تحت بنطال أو تحت بدلة عمل بشكل يومي.
لقد مكن نمو التسوق عبر الإنترنت الرجال من تصفح العديد من عروض الملابس الداخلية المتنوعة بشكل مجهول، كما يلبي بعض المصنعين وتجار التجزئة المتخصصين في اللانجري والملابس النسائية المرتبطة احتياجات الرجال المهتمين بالحصول على هذه الملابس وارتدائها.
يمكن تقسيم هؤلاء الفتيشيين أيضًا إلى العديد من الفئات الفرعية بحسب انجذابهم لأنواع معينة من الجوارب أو الجوارب الشفافة. يجد بعضهم أن الجوارب بنمط الشبكة أكثر إثارة مقارنة بالأشكال الأخرى، على سبيل المثال. وتشمل التفضيلات الأخرى الجوارب المخيطة بالكامل، والجوارب بدون خياطة, والجوارب المصممة، والجوارب الفاخرة، والجوارب المدعمة بالكعب وأصابع القدم (RHT)، الجوارب الفاخذة، إلخ.

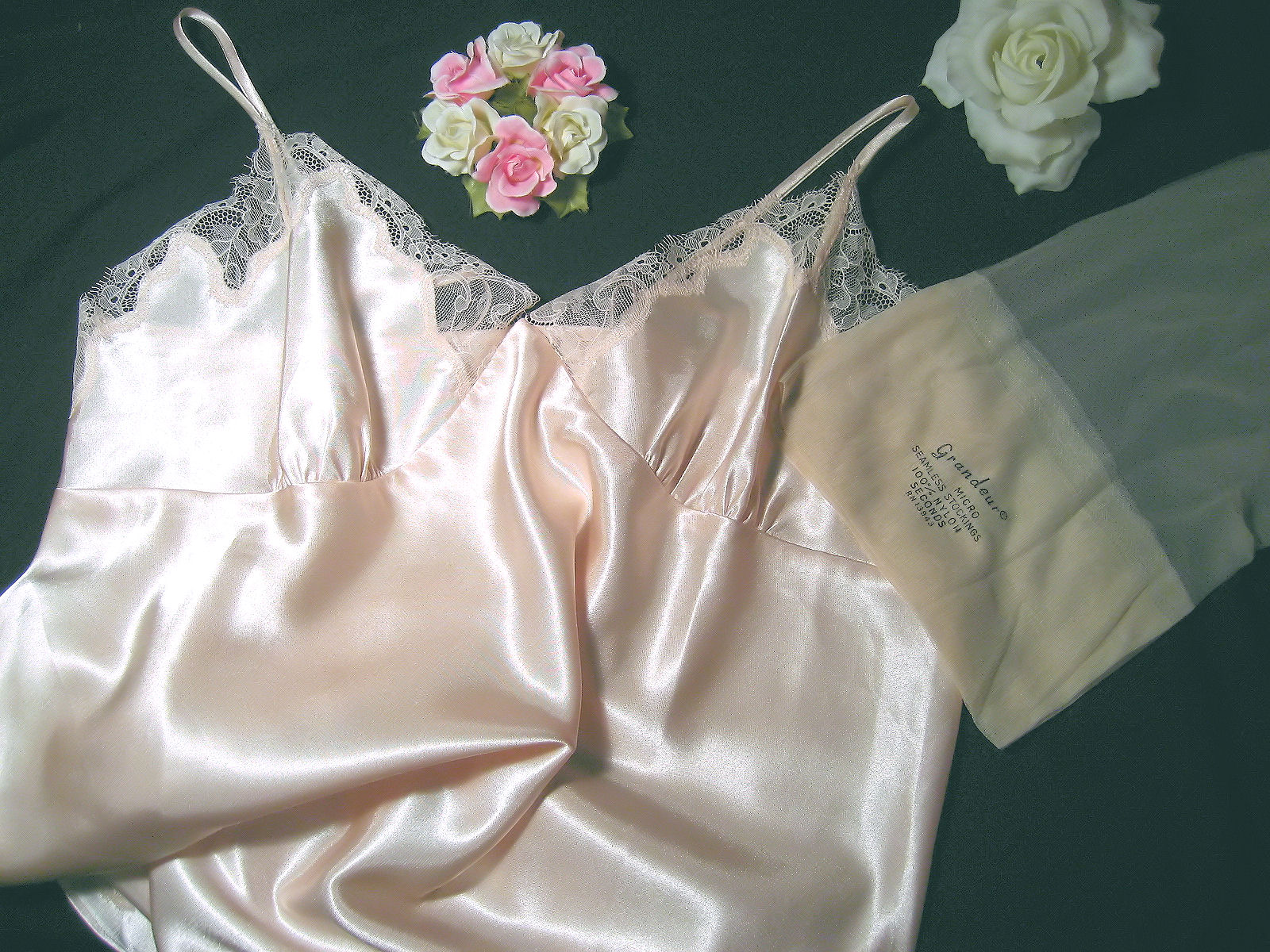
الجوارب الكاملة الحريرية والقميص الداخلي

## الحرير والساتان
يشعر بعض الأشخاص بالإثارة الجنسية من مظهر أو ملمس المواد المصنوعة من الحرير أو قماش الساتان. يُوجه هذا الاهتمام عادةً نحو الشخص الذي يرتدي الحرير أو الساتان، لكنه قد يُوجه أيضًا نحو الثوب نفسه أو نحو ملمسه عند ارتدائه.
المواد الأساسية التي تُعتبر مثيرة هي حرير الشارموز (الحرير المنسوج ليكتسب بريقًا) والساتانات (مثل ساتان الأسيتات وساتان الرايون)، ولكن يُعجب أيضًا بمواد أخرى ذات خصائص مماثلة، مثل البوليستر والإسباندكس.

## الرباط الرياضي
يشير مصطلح فتيش الرباط الرياضي (Jockstrap) إلى الإثارة الجنسية الناتجة عن التعامل مع الجوكستراب أو ارتدائه أو مشاهدة شخص آخر يرتديه أو شم رائحته. وللاقتباس عن شم الجوكستراب: "يشير مصطلح شم الجوكستراب تحديدًا إلى ممارسة استنشاق الروائح المنبعثة من الجوكسترابات غير المغسولة بغرض التحفيز الجنسي. يُعرف الممارسون (والذين يكونون عادةً من الذكور) بـ 'شامّو الجوكستراب'، ويحصلون على الأربطة غير المغسولة إما عن طريق تبادل هذه الملابس مع أشخاص يتشاركون الأفكار ذاتها أو عن طريق سرقتها من غرف التبديل أو الخزائن أو من حقائب النادي الرياضي غير المراقبة".

## الببليوغرافيا
- Kunzle، David (2004). Fashion and fetishism. Sutton. ISBN:0-7509-3808-0.